# Georges Dupret
Ne pas confondre avec Georges Dupret, résistant belge lors de la Seconde Guerre mondiale.
Georges Dupret, né le 28 août 1850 à Ixelles et décédé le 18 avril 1930 à Bruxelles, est un homme politique belge, membre du parti catholique. Il est sénateur de l'arrondissement de Bruxelles et a œuvré dans nombre d'associations à caractère social.

## Biographie
Georges Jean-Baptiste Dupret est le fils de Jean-Baptiste-François Dupret, greffier honoraire du Tribunal de première instance à Bruxelles, et de Nathalie Bruggeman. Il épouse en 1878, Emma Van den Kerckhove (1855-1939) une descendante des Lignages de Bruxelles. Ils vivent 148 rue Royale dans une maison héritée de sa mère. Le 8 décembre 1881, naît sa fille Marie-Louise (qui épouse Henry Vaes le 18 juin 1901) et le 12 octobre 1883, naît son fils Marcel Jean Baptiste. Il est le grand-père de Georges Dupret, résistant pendant la Seconde Guerre mondiale.
Il fait ses études secondaires au Collège Saint-Michel et poursuit avec des études de droit notarial à l'Université libre de Bruxelles (ULB) où il obtient son diplôme en 1874. Parallèlement à ses activités professionnelles dans le notariat, il rejoint l'infanterie de la garde civique en 1876 dont il deviendra colonel jusqu'en 1907. Il s'implique également dans la solidarité sociale, notamment au sein de la Croix-Rouge de Belgique et dans le mouvement mutualiste. Pendant la Première Guerre mondiale, il est ainsi trésorier-général et président de la Croix-Rouge. Il est membre et président de nombreuses sociétés mutualistes de Bruxelles et de sa périphérie.
Il s'implique dans l'organisation des expositions internationales : 1888 à Bruxelles, 1894 à Anvers, 1895 à Bordeaux, 1900 à Paris, 1904 à Paris, 1905 à Liège (75e anniversaire de la Belgique), 1906 à Marseille, 1907 à Amsterdam, 1910 à Bruxelles (fait partie du CA comme sénateur, Vice-Président du comité exécutif), 1911 Charleroi.
Il est élu sénateur par l’arrondissement de Bruxelles pour le compte de l'Association catholique (1902-1904), puis assure la suppléance du socialiste Ferdinand Elbers comme sénateur de l'arrondissement (1904-1929). À partir de 1904, il est rapporteur parlementaire, fonction qui consiste à gérer l'adoption de propositions législatives. Parmi celle-ci, la loi sur les pensions de vieillesse, la loi sur la journée de 8 heures en 1925 et en faveur de la création de la jonction Nord-Midi. Il est également membre de la Commission de l'Industrie et du Travail. En 1929, il ne sollicite pas le renouvellement de son mandat de sénateur.
Georges Dupret est également actif au niveau de différentes sociétés bancaires, d'assurances et autres, souvent dans un but philanthropique. Il est le président fondateur du Comptoir Commercial de Bruxelles (Union du Crédit), de la Cie d'assurance Syndicat général, du Crédit populaire de Bruxelles en 1902 et de L'Étoile en 1905. Il participe à la fondation de la Prévoyance Sociale et de la Caisse Patronale. Il possédait enfin une petite fabrique de cartes à jouer et de papier, la firme Birmans-Brepols.
À la suite de son décès le 18 avril 1930 à Bruxelles, les funérailles de Georges Dupret sont célébrées à la cathédrale Saints-Michel-et-Gudule à Bruxelles et il est inhumé au cimetière de Laeken.

## Hommages et distinctions
Il est président honoraire de la Croix-Rouge de Belgique et président d'honneur de la Société mutualiste Saint-Michel et de la Fédération des mutualités chrétiennes de l'arrondissement de Bruxelles.
Les distinctions suivantes lui ont été attribuées :
- Grand officier de l'ordre de Léopold (en 1919).
- Grand-croix de l'ordre de la Couronne.